# Gustav Conrad Bauer
Gustav Conrad Bauer (Augsburgo, 18 de novembro de 1820 – Munique, 3 de abril de 1906) foi um matemático alemão, conhecido pela transformação de Bauer-Muir e seções cônicas de Bauer. Obteve uma nota de rodapé na história da ciência como orientador de Heinrich Burkhardt, que foi um dos dois orientadores de Albert Einstein.

## Formação e família
Gustav Bauer obteve o Abitur em 1837 o Gymnasium bei St. Anna em Augsburgo. Continuou seus estudos de matemática na Escola Politécnica de Augsburgo, Universidade de Erlangen, Universidade de Viena e Universidade de Berlim, onde obteve um doutorado em 1842, orientado por Johann Peter Gustav Lejeune Dirichlet. Em 1842 Gustav Bauer continuou seus estudos em Paris com Joseph Liouville e outros matemáticos.
Em 1862 Gustav Bauer casou com Amalie, filha do Archivrat e professor Nathanael von Schlichtegroll. O casal teve duas filhas e um filho, Gustav junior, que foi um engenheiro.

## Carreira
No início de sua carreira profissional Bauer candidatou-se ao cargo de professor escolar, mas tornou-se professor particular de 1845 a 1853 na casa real do príncipe Mihail Sturdza e seu sucessor, o príncipe Grigore Alexandru Ghica, na atual Romênia. Em 1857 Bauer passou três meses na Inglaterra e, ao retornar à Alemanha, tornou-se Privatdozent da Faculdade de Matemática da Universidade de Munique, onde obteve a habilitação e tornou-se em 1865 professor extraordinário, em 1869 professor ordinário e em 1900 professor emérito.
Bauer lidou com álgebra, problemas geométricos, harmônicos esféricos, função gama e frações contínuas generalizadas. Em 1871 foi eleito membro titular da Academia de Ciências da Baviera. Em 1884 foi eleito membro da Academia Leopoldina. Dentre seus alunos de doutorado constam Heinrich Burkhardt, Eduard Ritter von Weber e Christian August Vogler.